# Cotoneaster saxatilis
Cotoneaster saxatilis es una especie de planta del género Cotoneaster, perteneciente a la familia Rosaceae.

## Taxonomía
Cotoneaster saxatilis fue descrita por Antonina Poyárkova en 1938.

## Distribución
Se encuentra en el territorio de Turkmenistán.